# Furcobates obliqus
Furcobates obliqus är en kvalsterart som först beskrevs av Tseng 1984.  Furcobates obliqus ingår i släktet Furcobates och familjen Ceratozetidae. Inga underarter finns listade i Catalogue of Life.